# Historia de Esparta
Este artículo cubre la historia de Esparta desde su fundación hasta la actualidad, concentrándose principalmente en Esparta durante su período como Estado independiente en Grecia.

## Orígenes mitológicos

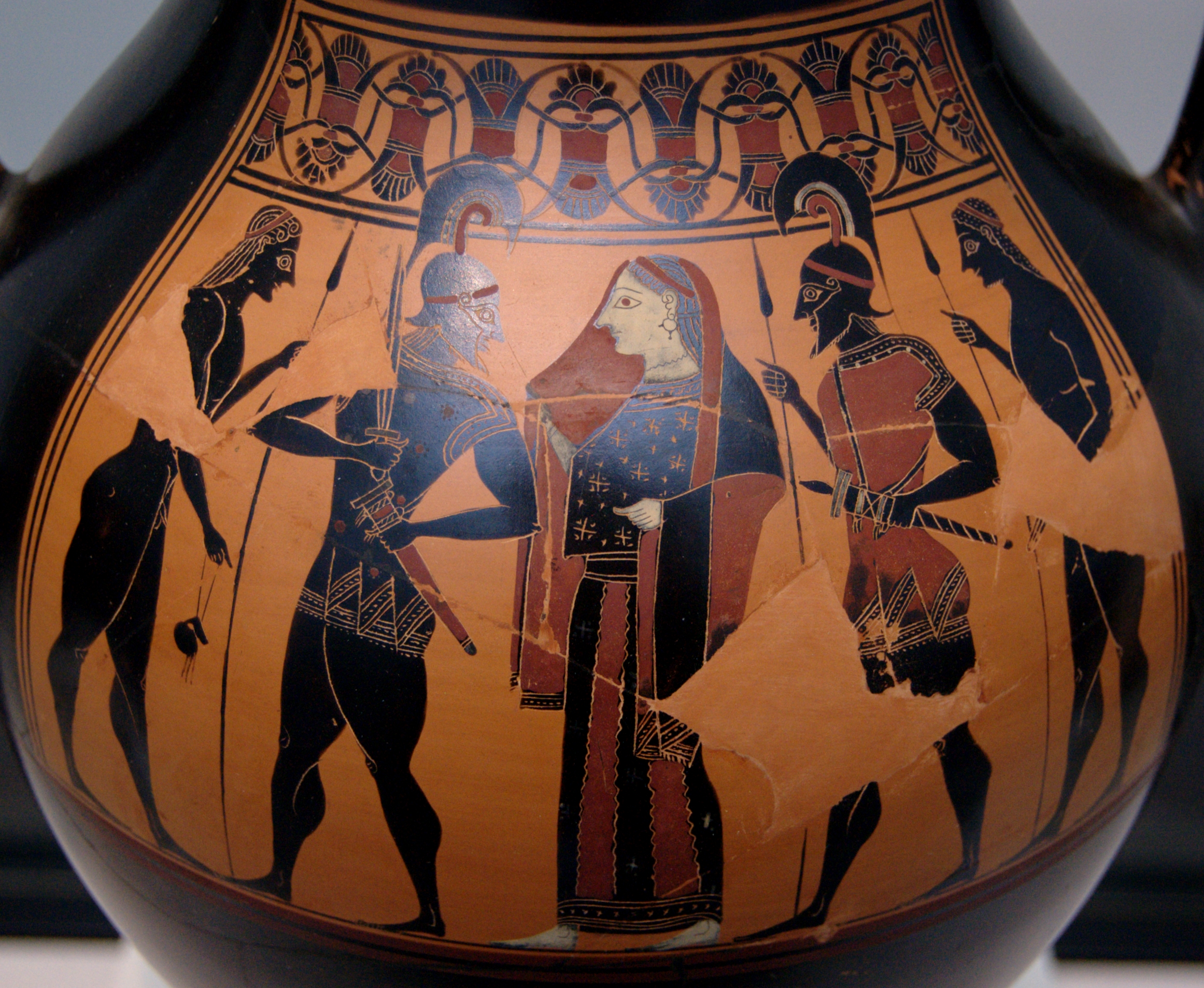
Reencuentro de Menelao y Helena, ánfora del pintor de Amasis, en torno a 550 a. C. Staatliche Antikensammlungen de Múnich.

Según Pausanias, Lacedemonia tuvo como primer rey a Lélex. Su hijo (o nieto según otros autores) Eurotas drenó la ciénaga y dio su nombre al río en donde desembocaba. Al no tener un heredero, legó su reino a Lacedemón, hijo de Zeus y de Táigete (quien dio nombre a la montaña que domina Esparta) y esposo de Esparta. Al acceder al trono, Lacedemón dio su nombre a la región que gobernaba y el de su mujer a la ciudad propiamente dicha, de donde proviene el nombre de « Esparta ». Siguiendo su ejemplo, uno de sus hijos, Amiclas, fundó la ciudad de Amiclas.
El nieto de Amiclas, Ébalo, esposo de Gorgófone, hija de Perseo, tuvo un hijo Tíndaro, quien vio su trono disputado. Obligado a huir a Mesenia, fue repuesto como rey por Heracles. El trono pasó a su hijo y, luego, a Menelao, su yerno. Esta época es relatada en la Ilíada, donde Esparta desempeña un papel importante, pues Menelao fue el marido burlado por Helena y por el príncipe troyano Paris. En el Catálogo de naves figuran « Lacedemonia y sus profundos valles ». De esta región son citadas nueve aldeas en el siguiente orden: Faris, Esparta propiamente dicha, Brisías, Augías, Mesa, Amiclas, Helos, Laa y Étilo. Menelao aportó 60 naves, número importante, pero menor a las 100 de Agamenón, las 90 de Néstor o las 80 de Diomedes. En el canto IV, Esparta es citada entre las tres ciudades que son « queridas entre todas » a Hera, junto con Argos y Micenas.
A Menelao lo sucedió su sobrino y yerno, Orestes. Un descendiente de Orestes fue Aristodemo, quien tuvo dos gemelos: Eurístenes y Procles, los que dieron origen a las familias reales de Esparta. Otra tradición los cita como Heráclidas. Aristodemo murió en Naupacto antes del retorno de los dorios al Peloponeso, identificados en el mundo antiguo como el « retorno de los Héraclidas ».

## Edad de Piedra y Edad de bronce

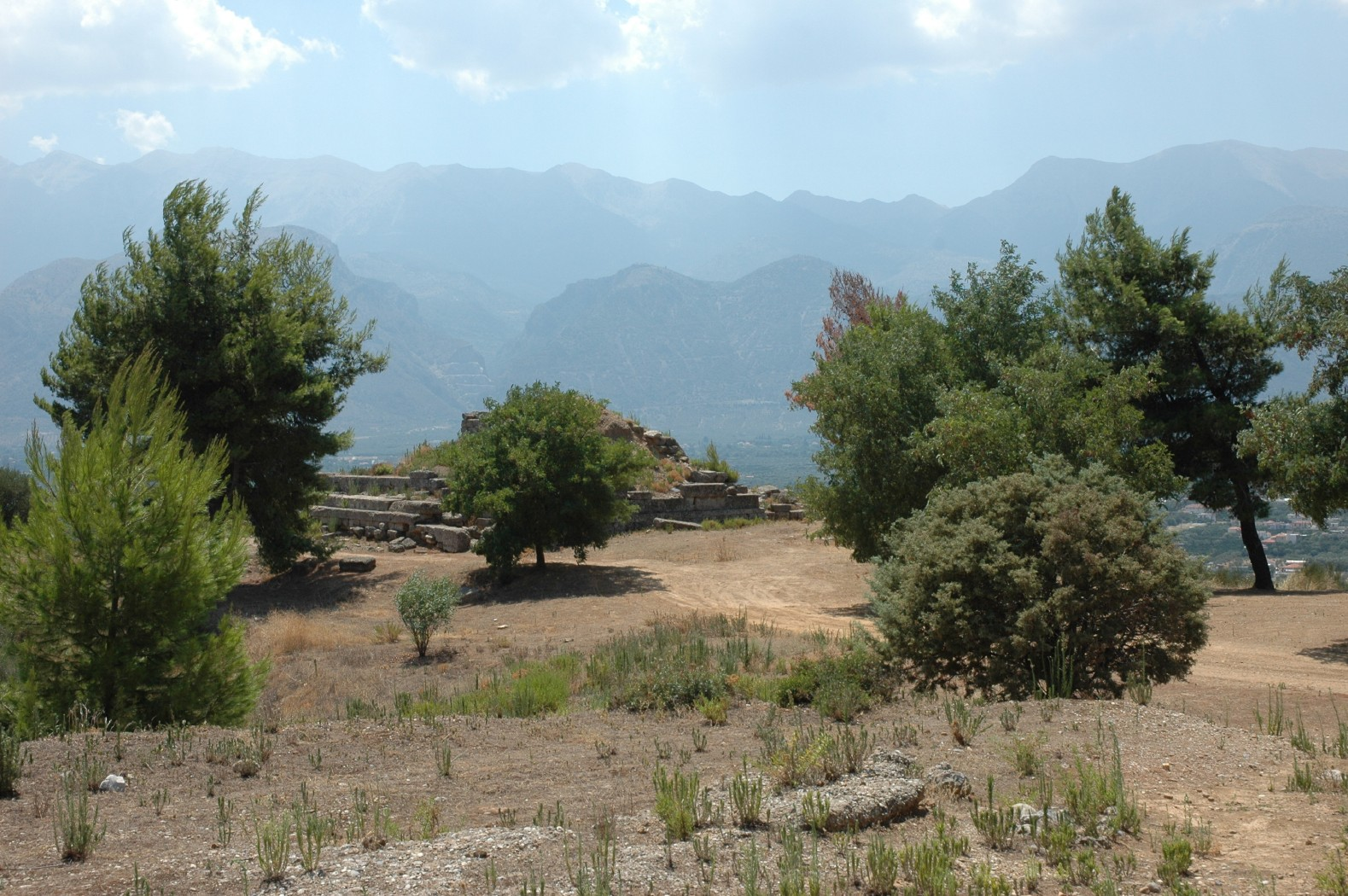
Restos arqueológicos del Menelaion, cerca de Esparta.

Los descubrimientos arqueológicos más antiguos fechados de manera fiable se remontan a mediados del VI milenio a. C. Los primeros vestigios son la loma de Kouphovouno, situado a algunos kilómetros de Esparta, la gruta de Alepotrypa, en la costa oriental del golfo de Mesenia, y un sitio en los alrededores de la ciudad moderna de Apidia, en Parnon occidental. Siguieron estando habitados en el Neolítico inicial. En el Neolítico final, aparecieron varios asentamientos nuevos. Además de la alfarería, se encontraron joyas de plata en Alepotrypa, indicio de cierta prosperidad.
En general, las evidencias sobre la Laconia prehistórica son raras y dispares. La distribución geográfica de los primeros sitios habitados permite pensar que los primeros habitantes de la región llegaron por mar y permanecieron cerca de la costa, mientras que Kouphovouno representa una excepción. Los principales cultivos fueron, probablemente, la cebada y el farro, un tipo de trigo —se han encontrado hornos para pan en barro cocido en Alepotrypa, así como huesos de ovinos o caprinos y conchas. Otros testimonios permiten inferir la existencia desde esta época de intercambios comerciales y culturales: se ha hallado en todos los sitios del Neolítico inicial un tipo idéntico de cerámica decorada, fabricada a mano. Alepotrypa y Kouphovouno también revelaron artefactos en obsidiana, una piedra volcánica proveniente de la isla de Milo.
Hacia 2700 a. C., aparecieron herramientas de cuero en Alepotrypa, con lo que se marca una transición bastante rápida de la Edad de Piedra a la del Bronce antiguo, período que se denomina tradicionalmente heládico para la Grecia continental. Han sido identificados entre treinta y cuarenta sitios para este período, principalmente en el fértil valle del Eurotas, como Amiclas, pero también en los alrededores de la bahía de Valike, en la península de Malea. La abundancia de la alfarería sugiere que el período fue próspero. La existencia de joyas de oro decoradas con filigrana proveniente de Tireátida sugiere que se comerciaba con la región de Tróade. Aún para entonces, el material arqueológico es muy escaso para describir el período con precisión. En particular, no se ha encontrado en Laconia ningún vestigio seguro de las tres evoluciones principales del Heládico antiguo: una diferenciación social marcada, el surgimiento de la « triada mediterranea » (trigo, vino, aceite de oliva) y destrucciones antiguamente atribuidas a la « invasión » de los pueblos indoeuropeos.
El número de asentamientos disminuyó ligeramente en el Heládico Medio, pero estuvieron más dispersos en el territorio. Algunos pueden ser descritos como verdaderos pueblos: una parte de ellos se situaron bajo una acrópolis. Uno de ellos, Haghios Stephanos, reveló vasos pintados que muestran una fuerte influencia minoica. En el siglo XV a. C., en Laconia se construyeron imponentes monumentos funerarios que testimonian una diferenciación social marcada y cierta prosperidad: la de Vaphio contiene material fúnebre muy rico y variado, importado de Creta en su mayor parte.
Para el período micénico, las excavaciones en la región de Esparta no han logrado encontrar vestigios tan imponentes como aquellos de Micenas, Tirinto o Pilos; sin embargo, los arqueólogos han identificado 21 sitios micénicos habitados en Laconia, entre los cuales se encuentra Amiclas y Menelaion, que pudieron ser tomados en la época clásica como restos de la Esparta homérica. El emplazamiento de estos sitios refleja cierta densidad demográfica, principalmente en el valle del Eurotas, fértil y bien irrigado. En el siglo XII a. C., el número de sitios disminuyó radicalmente y, en el siglo siguiente, la Laconia estuvo deshabitada; ninguna explicación totalmente satisfactoria ha sido propuesta.